# 千葉都市モノレール
千葉都市モノレール株式会社（ちばとしモノレール、英: Chiba Urban Monorail Co.,Ltd.）は、千葉県千葉市稲毛区に本社を置く、千葉市内で2路線のサフェージュ式懸垂式モノレールを運営している軌道事業者である。
千葉市や千葉県などの出資で設立された第三セクター鉄道の一つ。通称は「千葉モノレール」で、運行しているモノレールの愛称は「タウンライナー」。ロゴマークは、英文社名の頭文字の「C」と「U」と「M」の3文字を組み合わせたもので、青地に「C」を模った白丸が描かれ、「C」の中の青丸部分に「U」と「M」が描かれている。

## 概要
千葉みなと駅から県庁前駅を結ぶ1号線と、千葉駅から千城台駅を結ぶ2号線の2路線を持つ。1988年（昭和63年）3月28日に最初の区間である2号線スポーツセンター駅 - 千城台駅間が開業し、1999年（平成11年）3月24日に1号線を含めた全線が開通した。総営業距離15.2 kmは懸垂式モノレールとしては世界最長で、2001年（平成13年）にギネス世界記録に認定されている。
周辺地域人口の伸び悩みや開業の遅れに加え、減価償却費の負担の重さも重なり、1994年度（平成6年度）以降は債務超過状態に陥っていた。産業活力再生特別措置法に基づく事業再構築計画が2006年（平成18年）4月28日に国土交通省から認定を受け、累積損失の解消と単年度黒字化が図られた。同年5月に99%減資するとともに、千葉県と千葉市が債権者となっている貸付金204億円を現物出資する形で第三者割当増資による新株発行が行われ（債務の株式化、デット・エクイティ・スワップ）、これにより一時的に資本金が205億円となった。さらに同年8月には千葉県出資分100%、千葉市出資分98.2%、民間出資分80%それぞれの減資（計102億円分の減資）と資本準備金5億円の取り崩しを行うとともに、軌道資産の一部（簿価90億円相当）を千葉市に無償譲渡して減価償却費と設備更新費の大幅削減を行った。この譲渡損90億円については資本準備金の取り崩しを行った。これらの施策の結果、同年度決算では最終黒字が1億9600万円、営業係数が96と、開業以来初の黒字を計上した。
2021年（令和3年）6月25日付で、元千葉市職員の小池浩和が社長に就任した。

## 沿革
- 1979年（昭和54年）3月20日 - 会社設立[1]。
- 1982年（昭和57年）1月29日 - 起工式。
- 1988年（昭和63年）3月28日 - 2号線 スポーツセンター駅 - 千城台駅間開業[1]。
- 1990年（平成2年）9月18日 - 累計乗車人数1千万人達成[7]。
- 1991年（平成3年）6月12日 - 2号線 千葉駅 - スポーツセンター駅間開業[1][8]。
- 1994年（平成6年）3月7日 - 累計乗車人数5千万人達成[7]。
- 1995年（平成7年）8月1日 - 1号線 千葉みなと駅 - 千葉駅間開業[1]。
- 1997年（平成9年）6月17日 - 累計乗車人数1億人達成[7]。
- 1999年（平成11年）3月24日 - 1号線 千葉駅 - 県庁前駅間開業[1]。同時に2号線で一割程度の所要時間短縮や全駅への自動精算機設置、千葉駅中央口への継続定期券自動発行機設置も行われた。
- 2002年（平成14年）3月21日 - 「ホリデーフリーきっぷ」発売開始[9]。
- 2006年（平成18年）
  - 4月28日 - 産業活力再生法に基づく事業再構築計画が認定される。
  - 6月21日 - 2号線 作草部駅 - 千葉公園駅間で下水道工事中のクレーン車のアームと列車が衝突する事故が起きる。
- 2007年（平成19年）3月19日 - これまで行われていた4両編成での運転が全廃。
- 2009年（平成21年）3月14日 - PASMOを導入[1]。
- 2012年（平成24年）7月8日 - 新型車両「Urban Flyer 0-type」営業運転開始。
- 2019年（平成31年・令和元年）
  - 2月20日 - 2020年東京オリンピック・パラリンピック開催を見据え、全駅への駅ナンバリング導入を発表[10]。
  - 8月31日 - 千葉駅に初のホーム柵（固定柵）を設置[11]。
- 2020年（令和2年）9月9日 - 変電所更新作業中に受託事業者が誤ってケーブルを切断したことにより火災が発生し、全線が運休。
- 2021年（令和3年）5月31日 - 累計乗車人数5億人達成[7][12]。
- 2022年（令和4年）7月8日 - 「Urban Flyer 0-type」営業運転開始10周年の記念事業を開催[13][14]。

## 路線
2つの路線を運営しており、全線の全ての列車がワンマン運転である。駅ナンバリングの路線記号は「CM」。
- 1号線：千葉みなと駅（CM01） - 県庁前駅（CM18）間 3.2 km
- 2号線：千葉駅（CM03） - 千城台駅（CM15）間 12.0 km

1号線を千葉市立青葉病院まで延伸する計画があった（詳細は1号線の延伸計画を参照）。また、穴川駅より、稲毛駅・稲毛海岸駅への延伸構想があった。
2019年（令和元年）9月4日付けで、千葉市はモノレール病院ルート（県庁前駅 - 市立青葉病院間）について、延伸計画を廃止とし、稲毛ルート（穴川駅 - JR稲毛海岸駅間）については、モノレール導入は行わないことを決定したと発表した。

## 車両
1000形
開業当初からの車両。製造年次によって行先表示器や座席などに違いがある。1988年から1999年の間に合計20編成40両が製造された。2024年1月現在、8編成16両（第13 - 20編成）が運用されている。
1次車（第1 - 8編成）と2次車（第9 - 12編成）は後述の0形で置き換えられ、全車廃車となった。一部の車両はいすみポッポの丘などに保存されている。
0形 「URBAN FLYER 0-type（アーバン・フライヤー・ゼロ-タイプ）」
2012年度より、1000形の置き換えを目的に製造、導入された新型車両（当初は2009年度導入予定であった）。従来車両をベースにバリアフリー化や新しい技術基準への適合などが行われている。
- 先頭部の乗務員室床下にはガラス窓を採用するなど、「都市内を空中散歩する」感覚を目指している。車内では黒を基調としオレンジをアクセントとした個別いすタイプの座席などを採用している。
- バリアフリーのため、車椅子スペースやドア上に開閉チャイム付きの案内表示器を設置する。
- VVVFインバータ制御方式や、回生ブレーキを採用し、エネルギー効率及び乗り心地の向上を行う。

5次車は、1000形1次車を置き換えた。2012年7月8日に営業運転を開始し、同年度中に3編成（第21 - 23編成）、2014年春に1編成2両（第24編成）が導入されている。
6次車は、1000形2次車を置き換えた。2019年12月から2020年7月にかけて4編成8両（第25 - 28編成）が導入された。5次車と比べ、車外、車内ともに仕様が一部変更されている。
2024年2月、新たに1編成2両（第29編成）が導入され、営業運転を開始した。
2024年2月現在、9編成18両が運用されている。今後も増備が行われ、1000形の全編成を置き換える予定である。

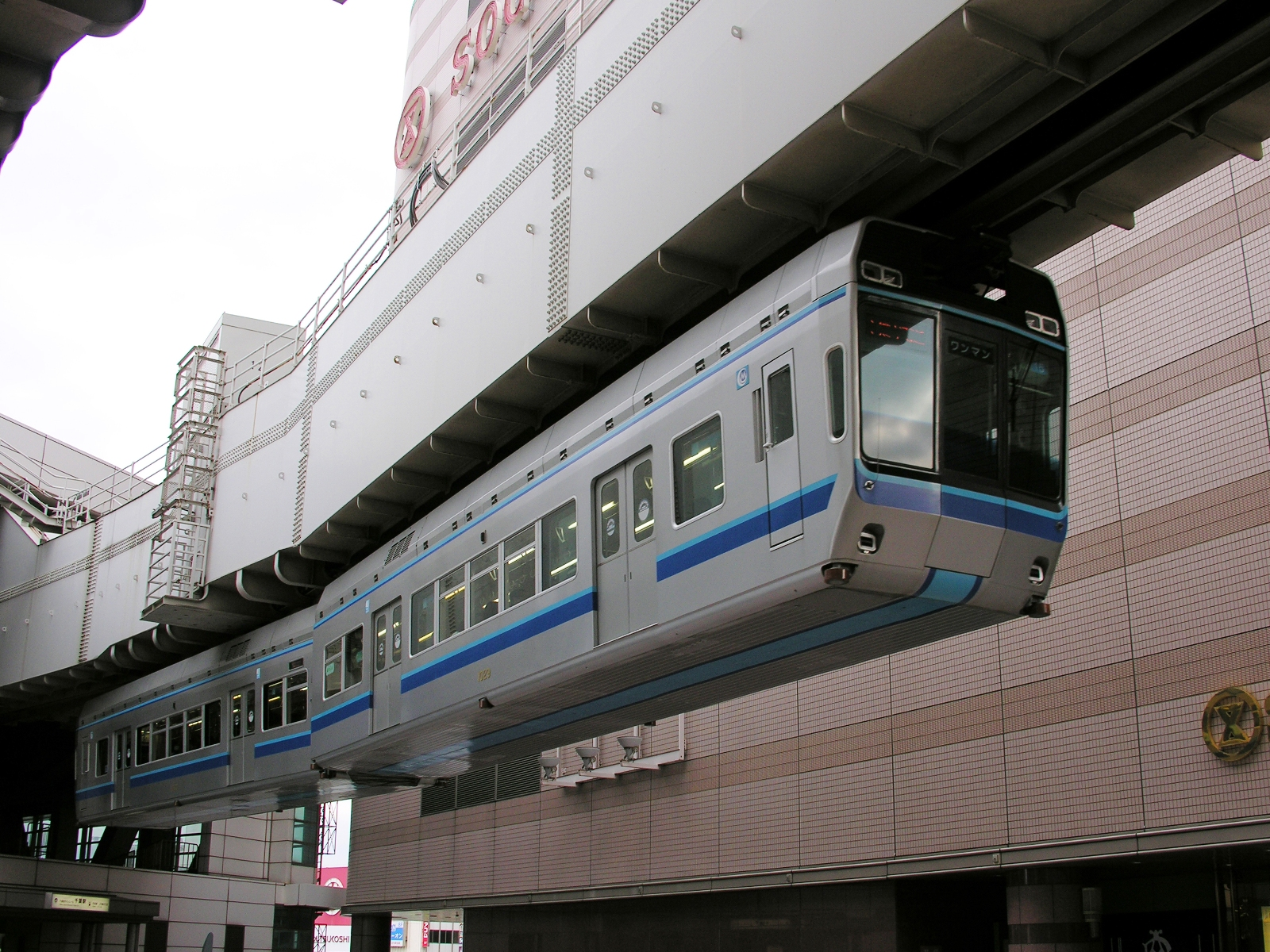
1000形
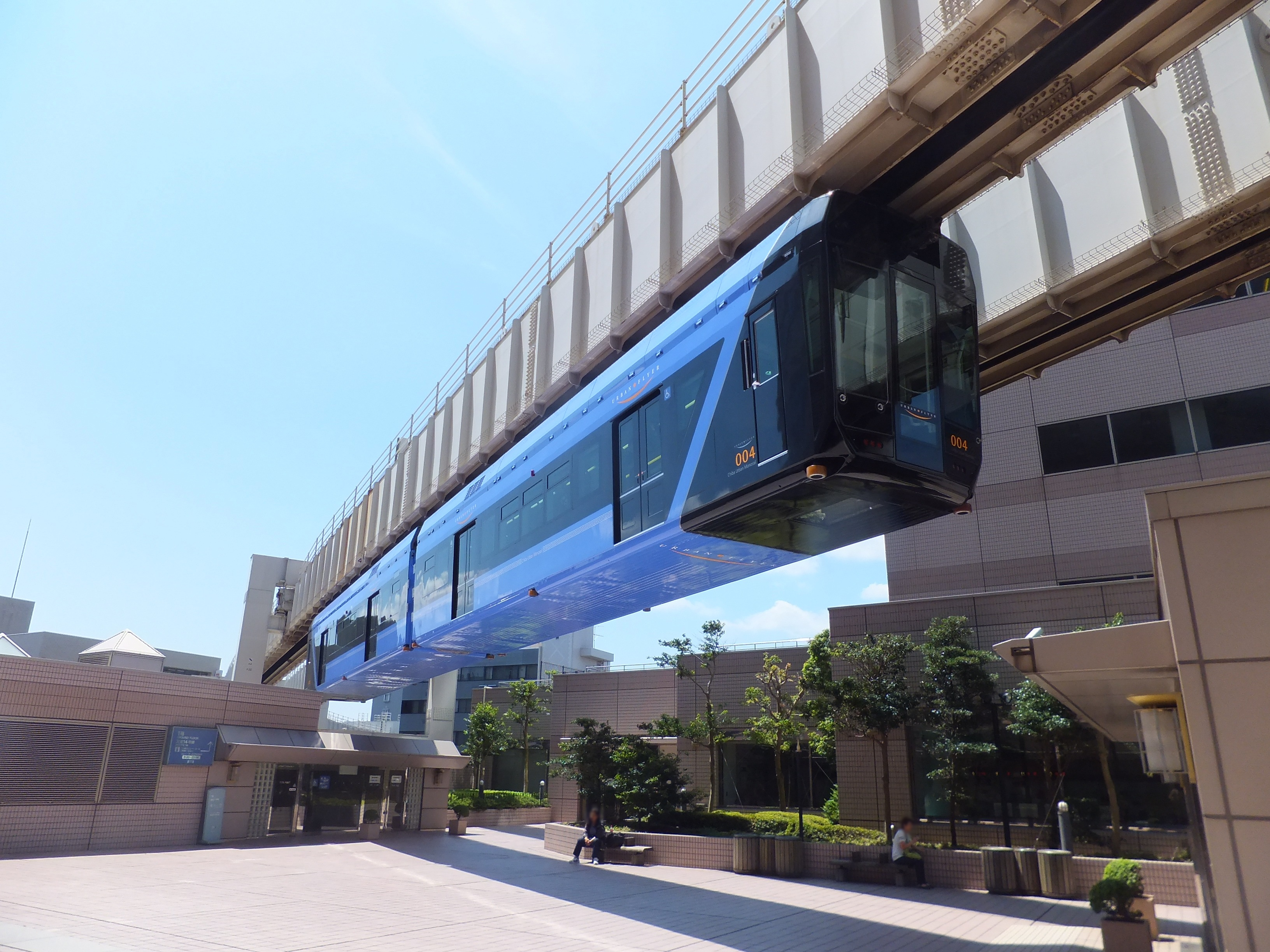
0形「URBAN FLYER 0-type」

## 運賃
大人普通旅客運賃（小児半額・ICカード利用の場合は1円未満の端数切り捨て、切符利用の場合は10円未満の端数切り上げ）。2019年（令和元年）10月1日改定。
| キロ程    | 運賃（円） | 運賃（円） |
| キロ程    | ICカード   | 切符利用   |
| --------- | ---------- | ---------- |
| 初乗り2km | 199        | 200        |
| 3         | 220        | 220        |
| 4 - 5     | 283        | 290        |
| 6 - 7     | 335        | 340        |
| 8 - 9     | 388        | 390        |
| 10 - 11   | 430        | 430        |
| 12 - 13   | 471        | 480        |
| 14        | 513        | 520        |

### 企画乗車券
- お昼のお出かけフリーきっぷ - 平日10時から18時まで利用可能なフリーきっぷで、販売額は大人630円（小児320円）。
- ホリデーフリーきっぷ - 土休日に利用可能なフリーきっぷで、販売額は大人630円（小児320円）。
- 2-Dayフリーきっぷ  - 連続する土休日2日間に利用可能なフリーきっぷで、販売額は大人1050円（小児530円）。

### カード乗車券の対応状況
自動券売機専用のプリペイドカードである「モノレールカード」（プレミアム付き）を開業当初から2009年（平成21年）2月まで発行していた。JR東日本を除く首都圏の公民鉄における磁気カード式のプリペイドカードとしては最後まで運用されたカードであった。パスネットには当初より対応しなかったが、利用者から対応について要望が多数寄せられたため、パスネット協議会に加盟していたこともある（パスネット自体は導入しなかった）。
次世代ICカード乗車券の協議機関であるPASMO協議会には設立当初より参加し、準備期間を経て2009年3月14日に運用を開始している。ただし、交通系ICカード全国相互利用サービスの対象外であり、PASMOとSuica以外のIC乗車券は使用できない。

## 知名度向上や沿線活性化への取り組み
通常の乗客輸送以外に、車内で落語が楽しめる「天空寄席」のようなイベント運行を実施することがある。
2018年には千葉経済大学、千葉経済短期大学と地域活性化や人材育成、情報発信などを目的とした連携協定を結んだ。

### ロケーション撮影サービス
近年はテレビドラマやCMなどの撮影に対し、同じ千葉市のちばしフィルムコミッションなどと連携して積極的な誘致を図っており、同社の場合、駅や車両での撮影だけではなく、本社社屋や車両基地も積極的にロケーション撮影用に貸し出しているのが特徴である。
映画
- 『バタアシ金魚』（1990年）

テレビドラマ
- 『警部補 矢部謙三』（テレビ朝日系）
- 『TAXMEN』（MXTVほか）
- 『逃亡弁護士』（関西テレビ制作・フジテレビ系）

### アニメ・小説等とのコラボレーション

#### 俺の妹がこんなに可愛いわけがない

アニメ『俺の妹がこんなに可愛いわけがない』ラッピング車両

ライトノベルおよびそれを原作としたテレビアニメ『俺の妹がこんなに可愛いわけがない』に、千葉駅付近や千葉公園等から見たモノレールが度々登場したことに伴い、様々な取り組みが行なわれた。
2011年5月には、キャラクターを描いた記念切符が発売された。
2013年3月30日から2014年3月31日まで、同作品のラッピングを施した車両が運行された。声優によるアナウンスは当初日中10時から16時に行われたが、10月以降は土休日のみとなった。

#### やはり俺の青春ラブコメはまちがっている。

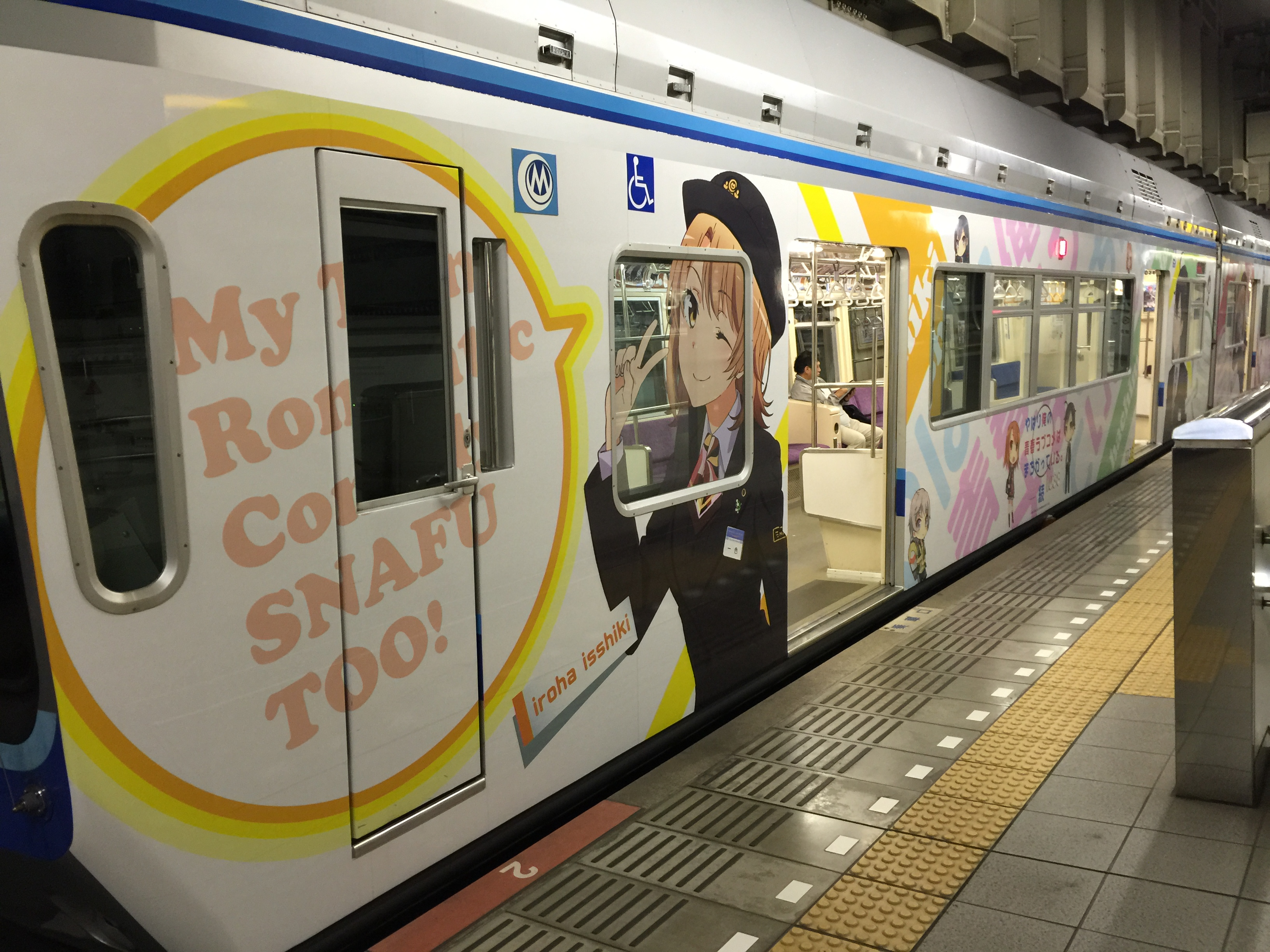
アニメ『やはり俺の青春ラブコメはまちがっている。』ラッピング車両

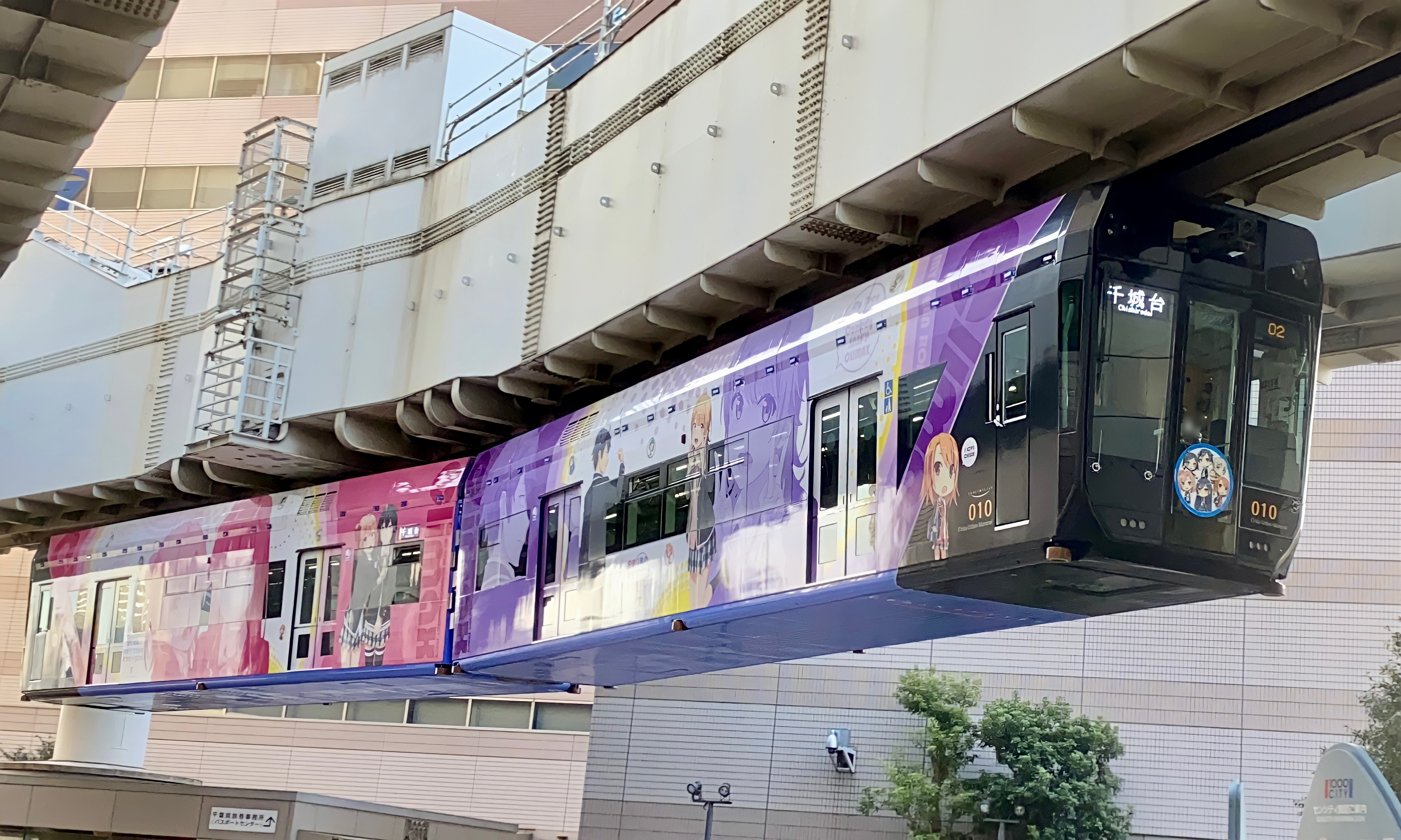
アニメ『やはり俺の青春ラブコメはまちがっている。完』ラッピング車両

ライトノベルおよびそれを原作としたテレビアニメ『やはり俺の青春ラブコメはまちがっている。』とコラボレーションし、2015年5月2日から2016年4月1日までのラッピング車両の運行とグッズ販売が行われた。
2020年9月より、アニメ『やはり俺の青春ラブコメはまちがっている。完』とコラボレーションし、同月13日から2021年3月31日までのラッピング車両の運行とグッズ販売が発表された。車両の運行期間は2度延長し、2022年4月1日まで運行された。

#### ステーションメモリーズ!
2017年10月・11月に『ステーションメモリーズ!』に登場するキャラクター、1000形と0形がモチーフの作草部チコ・マコ姉妹が公認キャラクターになったことを記念し、コラボラッピング車両が同年12月7日から2020年12月7日まで運行された。また、2019年11月には軌道作業車がモチーフの天台ヤコが公認キャラクターとなり、コラボイベントが開催された。

#### 千葉市×初音ミクコラボ事業
2018年、バーチャルシンガー 初音ミクのライブ「初音ミク マジカルミライ2018」が開催、千葉モノレールも出展することから、初音ミク仕様のラッピング車両「MIKU FLYER」が8月10日から9月30日まで運行された。
2019年、「マジカルミライ 2019」開催に際しラッピング車両「MIKU FLYER-Evo.」が7月1日から10月31日まで運行された。
2020年、「マジカルミライ 2020」開催に際しラッピング車両「MIKU FLYER-Evo.Ⅱ」が12月9日から2021年3月9日まで運行された。
2021年、「マジカルミライ 2021」開催に際しても、ラッピング車両が2021年11月1日より2022年3月10日まで運行された。車両の愛称は公募され「URBAN FLYER 39-type」と決定した。
いずれも、グッズ販売が同時に行われている。

### 鉄道むすめ
2019年4月25日、千葉モノレール初の鉄道むすめ「葭川となみ」がデビューした。これを記念し、4月27日からデビューイベントを実施した。7月31日までヘッドマークを掲出した記念車両も運行された。

### ラッピング広告
このほか、多種多様な車体ラッピング広告が行われている。多くの編成が全面的に企業広告を纏っているうえ、道路の真上など目立つ場所を走行すること等から注目されている。

### マスコットキャラクター
マスコットキャラクターは、サルの「モノちゃん」である。